# Verticordia attenuata
Verticordia attenuata är en myrtenväxtart som beskrevs av Alexander Segger George. Verticordia attenuata ingår i släktet Verticordia och familjen myrtenväxter. Inga underarter finns listade i Catalogue of Life.